# Hexisea
Hexisea es un género que tiene asignada 13 especie de orquídeas, de la tribu Glomerinae de la familia (Orchidaceae). 

## Descripción
Son planta epífitas  y litofitas que se desarrollan en clima frío o caliente de América. El género está relacionado estrechamente con Scaphyglottis pero tiene difiere en tener las flores de color rojo. Tienen hojas caducas con un racimo terminal con muy pocas flores con sépalos y pétalos de igual tamaño. El labio está unido a la base de la columna y forma un nectario tubular. Tiene cuatro polinias. 

## Especies seleccionadas
| - Hexisea amparoana(Schltr.) Ames, F.T.Hubb. & C.Schweinf. - Hexisea arctata Dressler - Hexisea aurea (Rchb.f.) Dressl. - Hexisea bicornis (Lindl.) Dressl. - Hexisea bidentata Lindl. - Hexisea colombiana Schltr. - Hexisea cuniculata (Schltr.) Ames - Hexisea imbricata (Lindl.) Rchb.f. in W.G.Walpers - Hexisea lankesteri Ames, Schedul - Hexisea oppositifolia (A.Rich. & Galeotti) Rchb.f. in W.G.Walpers - Hexisea reflexa (Lindl.) Rchb.f. ex Griseb. - Hexisea sigmoidea Ames & C.Schweinf. - Hexisea tenuissima H.Wendl. & Kraenzl. |